# Tricyphona (Tricyphona) townesiana townesiana
Tricyphona (Tricyphona) townesiana townesiana is een ondersoort van de tweevleugelige Tricyphona (Tricyphona) townesiana uit de familie Pediciidae. De ondersoort komt voor in het Nearctisch gebied.